# Гарантована облігація
Гарантовані облігації — боргові цінні папери, виконання зобов'язань за якими, крім емітента, гарантується одним або декількома особами, у разі неможливості їх виконання з боку емітента.
Наявність гарантій, природно, підвищує надійність облігацій. Цей варіант випуску облігацій часто застосовується при випуску облігацій дочірніми компаніями, гарантом по яких виступає материнська компанія. Крім того, як гарант можуть виступати банки, держава, місцеві органи влади.
В окремих випадках випуск облігацій може бути гарантований декількома гарантами. Варіантом гарантованих облігацій можна вважати так звані застраховані облігації, виконання зобов'язань по яких гарантується страховою компанією. Зустрічаються також і так звані сумісні облігації, виконання зобов'язань за якими забезпечується відразу декількома емітентами.